# Olimpi

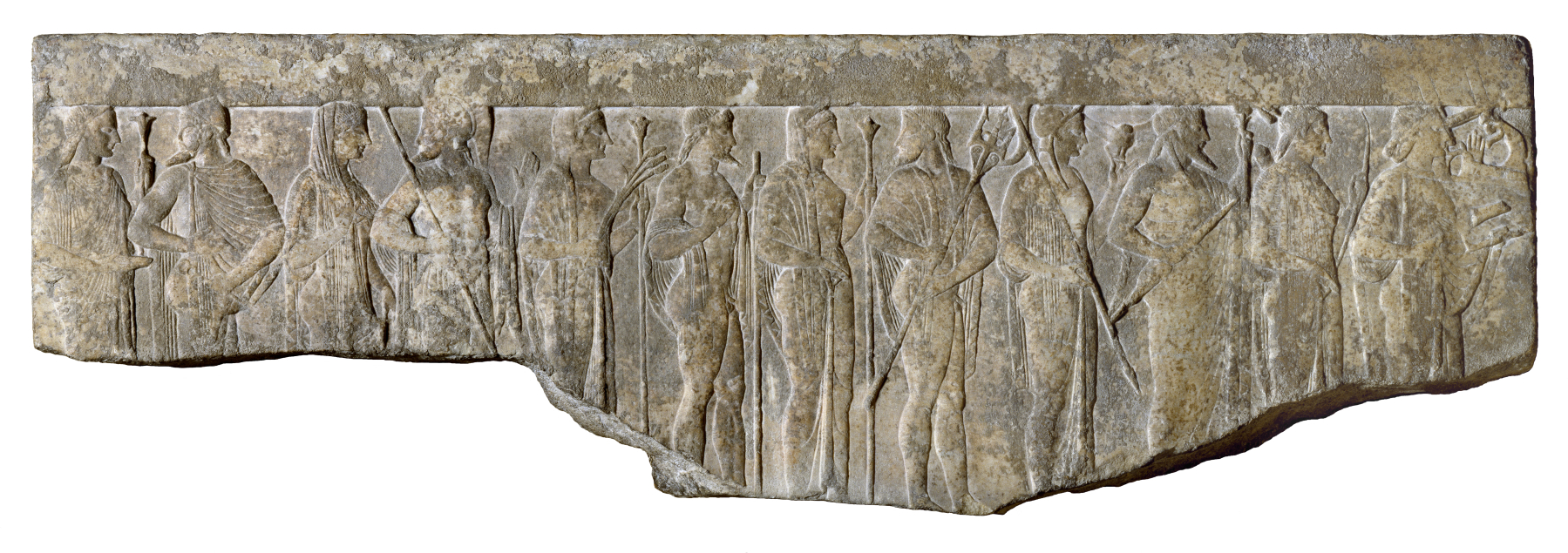
Frammento di un rilievo del I secolo a.C. rappresentante i dodici Olimpi in processione

I dodici Olimpi (in greco antico: δωδεκά̆θεον?, dodekàtheon, "relativo ai dodici dèi") sono i dodici, a volte tredici, dèi principali della mitologia greca. Il nome deriva dal fatto che abitano sul Monte Olimpo, un monte talmente alto e sempre attorniato dalla nebbia che la sua punta, ovvero dove si trova la loro dimora, non è visibile. Sono esseri soprannaturali e immortali, che governano la vita e la morte degli esseri umani. Erano venerati anche dai Romani con il nome di Dèi Consenti.

## Elenco
L'elenco propone i dodici Olimpi, descrivendone l'aspetto, i simboli che li caratterizzano e i diversi nomi attribuiti dai greci e dai romani. Esso comprende in realtà tredici divinità, poiché Dioniso viene, in realtà, spesso incluso nella lista.
| Nome greco | Nome romano | Immagine | Descrizione | Generazione     |
| ---------- | ----------- | -------- | --- | --------------- |
| Zeus       | Giove       |          | Re degli dèi e sovrano del Monte Olimpo, è il dio del cielo, del fulmine e dei fenomeni atmosferici. Il più giovane figlio dei Titani, Crono e Rea. I suoi simboli sono la folgore, l'aquila, la quercia, lo scettro, la bilancia e il toro. Fratello e marito di Era, sua sposa ufficiale; tuttavia, egli è famoso anche per i molti tradimenti commessi alla moglie. In tempi di guerra resta quasi sempre imparziale, altrimenti si saprebbe già chi sono i perdenti e chi i vincitori. Era il protettore degli uomini e dei loro capi. | Prima           |
| Era        | Giunone     |          | Moglie e sorella di Zeus, e pertanto Regina degli dèi, è la dea del matrimonio, della famiglia, dei legami e delle unioni. I suoi simboli sono il pavone, il melograno, la corona, il cuculo, la leonessa, la mucca e l'oca. È la figlia più giovane di Crono e Rea. Essendo la dea del matrimonio, ha spesso cercato di vendicarsi sulle amanti di Zeus e sui loro figli: infatti è anche famosa nella mitologia per il suo carattere vendicativo. Era la protettrice delle donne sposate. | Prima           |
| Poseidone  | Nettuno     |          | Dio signore del mare, di tutte le acque, dei terremoti, dei cavalli e delle sorgenti. I suoi simboli sono il cavallo, il toro e il tridente. Figlio di Crono e Rea, nonché fratello di Zeus e Ade. È sposato con la nereide Anfitrite, sebbene abbia avuto molte amanti, come anche suo fratello Zeus. Era il protettore dei naviganti. | Prima           |
| Demetra    | Cerere      |          | Dea della fertilità, dell'agricoltura, delle piante. I simboli sono il papavero, il grano, la fiaccola e il maiale. Seconda dei sei figli di Crono e Rea. Dal suo nome latino, Cerere, deriva la parola "cereale". Ha una figlia di nome Persefone, moglie di Ade. Era la protettrice dei culti misterici e degli agricoltori. | Prima           |
| Estia      | Vesta       |          | Dea vergine della famiglia, della casa e del focolare. I suoi simboli erano il cerchio e il gatto, ed era la figlia primogenita di Crono e Rea. Viene raffigurata meno degli altri olimpi nei miti, e il suo posto tra di essi venne a un certo punto preso da Dioniso. | Prima           |
| Atena      | Minerva     |          | Dea vergine della saggezza, dell'ingegno, della guerra strategica e della strategia stessa, della guerra difensiva, della guerra fatta per giusta causa e delle arti utili e dell'artigianato. I simboli sono la civetta, l'ulivo, la lancia appena forgiata e l'egida. Figlia di Zeus e dell'oceanina Meti, nata dalla fronte del padre già adulta e armata, dopo che questi aveva ingoiato la madre trasformata da lui stesso in una mosca (in altre versioni era stata mutata in una goccia d'acqua). È la sacra protettrice della città di Atene, dove si trova il Partenone a lei dedicato; sui due timpani frontonali sono rappresentate due scene molto importanti il suo culto: la sua nascita e la sfida contro Poseidone per il dominio sull'Attica. Era la protettrice delle vergini, degli strateghi e degli artigiani. | Seconda         |
| Apollo     | Apollo      |          | Dio del sole, delle arti, della musica, della poesia, della profezia e della divinazione, della scienza e della conoscenza, della malattia e della medicina, della luce, dell'ordine e del tiro con l'arco. I simboli sono la lira, l'arco e le frecce, l'alloro, il corvo imperiale, il delfino, il lupo, il cigno, il topo, il nibbio e il daino. Fratello gemello di Artemide, è figlio di Zeus e Leto. Era il protettore dei poeti, dei medici e delle arti. | Seconda         |
| Artemide   | Diana       |          | Dea della luna, della caccia, della verginità, del tiro con l'arco e di tutti gli animali del bosco. I suoi simboli sono il cervo, il cane, l'orsa, il cipresso, l'arco e le frecce. Primogenita figlia di Zeus e Leto e sorella gemella di Apollo. Era la protettrice delle selve, delle fiere e dei cacciatori. | Seconda         |
| Afrodite   | Venere      |          | Dea dell'amore erotico, della bellezza, del desiderio sessuale e della buona navigazione. I suoi simboli sono la colomba, il passero, il delfino, la mela, l'ape, il mirto e la rosa. Nata dal sangue di Urano versato nel mare dopo essere evirato dal suo figlio minore Crono. Sposata con Efesto, ha comunque avuto molte relazioni extraconiugali, soprattutto con Ares. Il suo nome ha dato origine alla parola "afrodisiaco". Madre di Enea avuto dal principe troiano Anchise, è considerata la progenitrice mitica di Romolo e Remo e della gens Iulia, secondo alcuni sostenitori il nome segreto di Roma sarebbe Amor in suo onore. Era la protettrice degli amanti. | Figlia di Urano |
| Ares       | Marte       |          | Dio della guerra, della violenza, della rabbia e dello spargimento di sangue. Il Marte romano ha invece connotazione sempre positiva e oltre che alla guerra è collegato alla gioventù maschile. I suoi simboli sono il lupo, il cinghiale, il picchio verde, l'avvoltoio, la lancia insanguinata e lo scudo. Figlio di Zeus e Era, tutti gli altri dèi (esclusa Afrodite) lo disprezzavano. Il suo nome latino, Marte, ha dato origine alla parola "marziale". Nella mitologia romana è il padre di Romolo e Remo e andando molto più avanti nella storia: dopo la caduta dell'impero romano d'occidente ha dato il soprannome a Carlo Martello soprannominato così perché era molto bravo in battaglia e proprio per questo fu soprannominato "piccolo Marte". Era il protettore delle battaglie.                                 | Seconda         |
| Efesto     | Vulcano     |          | Fabbro degli dei, dio del fuoco, della metallurgia, della tecnologia e delle armi appena forgiate. I suoi simboli sono il fuoco, l'incudine, l'ascia, l'asino, il martello, le pinze e la quaglia. Figlio di Era, concepito a seconda del mito da Era da sola, o insieme a Zeus. Dopo la sua nascita fu gettato dal monte Olimpo dalla sua stessa madre perché non sopportava di avere un figlio brutto, poi cadde sull'isola di Lemno. Sposato con Afrodite, le fu fedele al contrario della maggior parte dei mariti nella mitologia. Il suo nome latino ha dato origine alla parola "vulcano". Era il protettore dei fabbri. | Seconda         |
| Ermes      | Mercurio    |          | Messaggero degli dei, dio del commercio, dell'eloquenza e dei ladri. I simboli sono il caduceo, i sandali alati (che usa per spostarsi velocemente), il cappello alato, il gallo, il serpente e la tartaruga, con il guscio della quale creò la lira. Figlio di Zeus e della pleiade Maia. Il secondo più giovane dio olimpico, di poco più vecchio di Dioniso. Con la ninfa Penelope generò Pan, che divenne il dio della natura, signore dei satiri, inventore del flauto di Pan e compagno di Dioniso. | Seconda         |
| Dioniso    | Bacco       |          | Dio del vino, delle feste, dell'impulso vitale, della follia e dell'ebbrezza. I simboli sono la vite, l'edera, la coppa, la tigre, la pantera, il leopardo, i delfini e la capra. È figlio di Zeus e della mortale Semele, principessa tebana, ed è sposato con la principessa cretese Arianna. È il più giovane tra gli dei olimpici, nonché l'unico a essere nato da una donna mortale. Era il protettore dei culti dionisiaci, dei teatri e dei banchetti. | Seconda         |

## Le generazioni divine

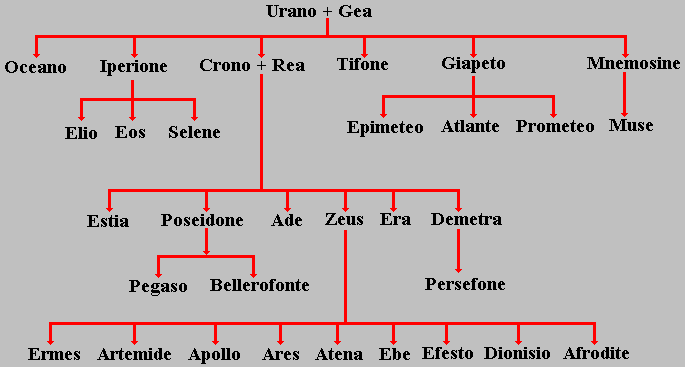
Uno dei tanti alberi genealogici delle divinità greche.

Gli Olimpi appartengono a un terzo capitolo divino: si possono infatti individuare tre fasi nella mitografia greca.
- Inizialmente un corpus puramente cosmogonico, nel quale non ci sono dèi propriamente detti, ma divinità naturali demiurghe e totemiche. Tra queste assumono particolare importanza Urano e Gea, dai quali discenderanno i Titani e successivamente gli Olimpi.
- La seconda generazione divina è quella dei Titani, il cui capo era Crono. Sono le divinità dei greci pelasgi.
- I Titani furono spodestati successivamente dagli Olimpi, secondo Tallo (uno storico del I secolo citato da Taziano nel suo Oratio ad Graecos) trecentoventidue anni prima della guerra di Troia, cioè circa verso il 1500 a.C., una data accettabile per l'espansione ellenica in Tessaglia.
Nei miti della titanomachia e della gigantomachia viene raccontato questo processo di sostituzione divina, che non fu affatto pacifico.

Gli Olimpi, quindi, dovrebbero essere i nipoti di Urano, ma le genealogie degli dèi dell'antica Grecia sono difficili da seguire e intricate tra loro.

Ciò è spiegato dal fatto che, in caso di avvicendamento di élite diverse, ogni gruppo al potere dichiarava il proprio pantheon, o il proprio dio, superiore agli altri, e forzava i miti precedenti per giustificare questo cambiamento.
I Titani, per esempio, erano le divinità dei pelasgi, le popolazioni greche forse autoctone. Con l'arrivo degli invasori elleni le prerogative di tali divinità vengono assunte dai nuovi dèi, gli Olimpi: ricordiamo Atena, dea della saggezza, che uccide il titano Pallade, patrono del medesimo attributo.
In altri miti, invece, alcuni dèi vengono presentati come figli di divinità in realtà più giovani, come Afrodite, generata da Urano, successivamente indicata come figlia di Zeus, in realtà nipote di Urano stesso.

## Alberi genealogici
Genealogia dei Titani e degli Olimpi secondo Esiodo:
Genealogia dettagliata degli Olimpi secondo Esiodo e Omero:
|                   |                   |                   |                   |                   |                   |      |      |      |      |      |      |  |  |        |        |        |        |          |        |   |   |          |          |          |          |          |          |  |  |           |           |           |           |           |           |  |  |     |     |     |     |     |     |  |  |         |         |         |         |         |         |  |  |       |       |       |       |       |       |
|                   |                   |                   |                   |                   |                   |      |      |      |      |      |      |  |  |        |        |        |        |          |        |   |   | Urano    | Urano    | Urano    | Urano    | Urano    | Urano    |  |  | Gea       | Gea       | Gea       | Gea       | Gea       | Gea       |  |  |     |     |     |     |     |     |  |  |         |         |         |         |         |         |  |  |       |       |       |       |       |       |
|                   |                   |                   |                   |                   |                   |      |      |      |      |      |      |  |  |        |        |        |        |          |        |   |   | Urano    | Urano    | Urano    | Urano    | Urano    | Urano    |  |  | Gea       | Gea       | Gea       | Gea       | Gea       | Gea       |  |  |     |     |     |     |     |     |  |  |         |         |         |         |         |         |  |  |       |       |       |       |       |       |
|                   |                   |                   |                   |                   |                   |      |      |      |      |      |      |  |  |        |        |        |        |          |        |   |   |          |          |          |          |          |          |  |  |           |           |           |           |           |           |  |  |     |     |     |     |     |     |  |  |         |         |         |         |         |         |  |  |       |       |       |       |       |       |
|                   |                   |                   |                   |                   |                   |      |      |      |      |      |      |  |  |        |        |        |        |          |        |   |   |          |          |          |          |          |          |  |  |           |           |           |           |           |           |  |  |     |     |     |     |     |     |  |  |         |         |         |         |         |         |  |  |       |       |       |       |       |       |
| Genitali di Urano | Genitali di Urano | Genitali di Urano | Genitali di Urano | Genitali di Urano | Genitali di Urano |      |      |      |      |      |      |  |  |        |        |        |        |          |        |   |   | Crono    | Crono    | Crono    | Crono    | Crono    | Crono    |  |  | Rea       | Rea       | Rea       | Rea       | Rea       | Rea       |  |  |     |     |     |     |     |     |  |  |         |         |         |         |         |         |  |  |       |       |       |       |       |       |
| Genitali di Urano | Genitali di Urano | Genitali di Urano | Genitali di Urano | Genitali di Urano | Genitali di Urano |      |      |      |      |      |      |  |  |        |        |        |        |          |        |   |   | Crono    | Crono    | Crono    | Crono    | Crono    | Crono    |  |  | Rea       | Rea       | Rea       | Rea       | Rea       | Rea       |  |  |     |     |     |     |     |     |  |  |         |         |         |         |         |         |  |  |       |       |       |       |       |       |
|                   |                   |                   |                   |                   |                   |      |      |      |      |      |      |  |  |        |        |        |        |          |        |   |   |          |          |          |          |          |          |  |  |           |           |           |           |           |           |  |  |     |     |     |     |     |     |  |  |         |         |         |         |         |         |  |  |       |       |       |       |       |       |
|                   |                   |                   |                   |                   |                   |      |      |      |      |      |      |  |  |        |        |        |        |          |        |   |   |          |          |          |          |          |          |  |  |           |           |           |           |           |           |  |  |     |     |     |     |     |     |  |  |         |         |         |         |         |         |  |  |       |       |       |       |       |       |
|                   |                   |                   |                   |                   |                   | Zeus | Zeus | Zeus | Zeus | Zeus | Zeus |  |  |        |        |        |        |          |        |   |   | Era      | Era      | Era      | Era      | Era      | Era      |  |  | Poseidone | Poseidone | Poseidone | Poseidone | Poseidone | Poseidone |  |  | Ade | Ade | Ade | Ade | Ade | Ade |  |  | Demetra | Demetra | Demetra | Demetra | Demetra | Demetra |  |  | Estia | Estia | Estia | Estia | Estia | Estia |
|                   |                   |                   |                   |                   |                   | Zeus | Zeus | Zeus | Zeus | Zeus | Zeus |  |  |        |        |        |        |          |        |   |   | Era      | Era      | Era      | Era      | Era      | Era      |  |  | Poseidone | Poseidone | Poseidone | Poseidone | Poseidone | Poseidone |  |  | Ade | Ade | Ade | Ade | Ade | Ade |  |  | Demetra | Demetra | Demetra | Demetra | Demetra | Demetra |  |  | Estia | Estia | Estia | Estia | Estia | Estia |
|                   |                   |                   |                   |                   |                   |      |      |      |      |      |      |  |  |        |        |        |        |          |        |   |   |          |          |          |          |          |          |  |  |           |           |           |           |           |           |  |  |     |     |     |     |     |     |  |  |         |         |         |         |         |         |  |  |       |       |       |       |       |       |
|                   |                   |                   |                   |                   |                   |      |      |      |      |      |      |  |  |        |        |        |        |          |        |   |   |          |          |          |          |          |          |  |  |           |           |           |           |           |           |  |  |     |     |     |     |     |     |  |  |         |         |         |         |         |         |  |  |       |       |       |       |       |       |
|                   |                   |                   |                   |                   |                   |      |      |      |      |      |      |  |  |        |        |        |        |          |        | a |   |          |          |          |          |          |          |  |  |           |           |           |           |           |           |  |  |     |     |     |     |     |     |  |  |         |         |         |         |         |         |  |  |       |       |       |       |       |       |
|                   |                   |                   |                   |                   |                   |      |      |      |      |      |      |  |  |        |        |        |        |          |        |   |   |          |          | b        |          |          |          |  |  |           |           |           |           |           |           |  |  |     |     |     |     |     |     |  |  |         |         |         |         |         |         |  |  |       |       |       |       |       |       |
|                   |                   |                   |                   |                   |                   |      |      |      |      |      |      |  |  |        |        |        |        |          |        |   |   |          |          |          |          |          |          |  |  |           |           |           |           |           |           |  |  |     |     |     |     |     |     |  |  |         |         |         |         |         |         |  |  |       |       |       |       |       |       |
|                   |                   |                   |                   |                   |                   |      |      |      |      |      |      |  |  | Ares   | Ares   | Ares   | Ares   | Ares     | Ares   |   |   | Efesto   | Efesto   | Efesto   | Efesto   | Efesto   | Efesto   |  |  |           |           |           |           |           |           |  |  |     |     |     |     |     |     |  |  |         |         |         |         |         |         |  |  |       |       |       |       |       |       |
|                   |                   |                   |                   |                   |                   |      |      |      |      |      |      |  |  | Ares   | Ares   | Ares   | Ares   | Ares     | Ares   |   |   | Efesto   | Efesto   | Efesto   | Efesto   | Efesto   | Efesto   |  |  | Meti      |           |           |           |           |           |  |  |     |     |     |     |     |     |  |  |         |         |         |         |         |         |  |  |       |       |       |       |       |       |
|                   |                   |                   |                   |                   |                   |      |      |      |      |      |      |  |  |        |        |        |        |          |        |   |   |          |          |          |          |          |          |  |  |           |           |           |           |           |           |  |  |     |     |     |     |     |     |  |  |         |         |         |         |         |         |  |  |       |       |       |       |       |       |
|                   |                   |                   |                   |                   |                   |      |      |      |      |      |      |  |  |        |        |        |        | Atena    |        |   |   |          |          |          |          |          |          |  |  |           |           |           |           |           |           |  |  |     |     |     |     |     |     |  |  |         |         |         |         |         |         |  |  |       |       |       |       |       |       |
|                   |                   |                   |                   |                   |                   |      |      |      |      |      |      |  |  |        |        |        |        |          |        |   |   |          |          |          |          |          |          |  |  | Latona    |           |           |           |           |           |  |  |     |     |     |     |     |     |  |  |         |         |         |         |         |         |  |  |       |       |       |       |       |       |
|                   |                   |                   |                   |                   |                   |      |      |      |      |      |      |  |  |        |        |        |        |          |        |   |   |          |          |          |          |          |          |  |  |           |           |           |           |           |           |  |  |     |     |     |     |     |     |  |  |         |         |         |         |         |         |  |  |       |       |       |       |       |       |
|                   |                   |                   |                   |                   |                   |      |      |      |      |      |      |  |  |        |        |        |        |          |        |   |   |          |          |          |          |          |          |  |  |           |           |           |           |           |           |  |  |     |     |     |     |     |     |  |  |         |         |         |         |         |         |  |  |       |       |       |       |       |       |
|                   |                   |                   |                   |                   |                   |      |      |      |      |      |      |  |  |        |        |        |        |          |        |   |   |          |          |          |          |          |          |  |  |           |           |           |           |           |           |  |  |     |     |     |     |     |     |  |  |         |         |         |         |         |         |  |  |       |       |       |       |       |       |
|                   |                   |                   |                   |                   |                   |      |      |      |      |      |      |  |  | Apollo | Apollo | Apollo | Apollo | Apollo   | Apollo |   |   | Artemide | Artemide | Artemide | Artemide | Artemide | Artemide |  |  |           |           |           |           |           |           |  |  |     |     |     |     |     |     |  |  |         |         |         |         |         |         |  |  |       |       |       |       |       |       |
|                   |                   |                   |                   |                   |                   |      |      |      |      |      |      |  |  | Apollo | Apollo | Apollo | Apollo | Apollo   | Apollo |   |   | Artemide | Artemide | Artemide | Artemide | Artemide | Artemide |  |  | Maia      |           |           |           |           |           |  |  |     |     |     |     |     |     |  |  |         |         |         |         |         |         |  |  |       |       |       |       |       |       |
|                   |                   |                   |                   |                   |                   |      |      |      |      |      |      |  |  |        |        |        |        |          |        |   |   |          |          |          |          |          |          |  |  |           |           |           |           |           |           |  |  |     |     |     |     |     |     |  |  |         |         |         |         |         |         |  |  |       |       |       |       |       |       |
|                   |                   |                   |                   |                   |                   |      |      |      |      |      |      |  |  |        |        |        |        | Ermes    |        |   |   |          |          |          |          |          |          |  |  |           |           |           |           |           |           |  |  |     |     |     |     |     |     |  |  |         |         |         |         |         |         |  |  |       |       |       |       |       |       |
|                   |                   |                   |                   |                   |                   |      |      |      |      |      |      |  |  |        |        |        |        |          |        |   |   |          |          |          |          |          |          |  |  | Semele    |           |           |           |           |           |  |  |     |     |     |     |     |     |  |  |         |         |         |         |         |         |  |  |       |       |       |       |       |       |
|                   |                   |                   |                   |                   |                   |      |      |      |      |      |      |  |  |        |        |        |        |          |        |   |   |          |          |          |          |          |          |  |  |           |           |           |           |           |           |  |  |     |     |     |     |     |     |  |  |         |         |         |         |         |         |  |  |       |       |       |       |       |       |
|                   |                   |                   |                   |                   |                   |      |      |      |      |      |      |  |  |        |        |        |        | Dioniso  |        |   |   |          |          |          |          |          |          |  |  |           |           |           |           |           |           |  |  |     |     |     |     |     |     |  |  |         |         |         |         |         |         |  |  |       |       |       |       |       |       |
|                   |                   |                   |                   |                   |                   |      |      |      |      |      |      |  |  |        |        |        |        |          |        |   |   |          |          |          |          |          |          |  |  | Dione     |           |           |           |           |           |  |  |     |     |     |     |     |     |  |  |         |         |         |         |         |         |  |  |       |       |       |       |       |       |
|                   |                   |                   |                   |                   |                   |      |      |      |      |      |      |  |  |        |        |        |        |          |        |   |   |          |          |          |          |          |          |  |  |           |           |           |           |           |           |  |  |     |     |     |     |     |     |  |  |         |         |         |         |         |         |  |  |       |       |       |       |       |       |
| a                 | a                 | a                 | a                 | a                 | a                 |      |      |      |      |      |      |  |  |        |        |        |        |          |        | b | b | b        | b        | b        | b        |          |          |  |  |           |           |           |           |           |           |  |  |     |     |     |     |     |     |  |  |         |         |         |         |         |         |  |  |       |       |       |       |       |       |
| a                 | a                 | a                 | a                 | a                 | a                 |      |      |      |      |      |      |  |  |        |        |        |        |          |        | b | b | b        | b        | b        | b        |          |          |  |  |           |           |           |           |           |           |  |  |     |     |     |     |     |     |  |  |         |         |         |         |         |         |  |  |       |       |       |       |       |       |
|                   |                   |                   |                   |                   |                   |      |      |      |      |      |      |  |  |        |        |        |        |          |        |   |   |          |          |          |          |          |          |  |  |           |           |           |           |           |           |  |  |     |     |     |     |     |     |  |  |         |         |         |         |         |         |  |  |       |       |       |       |       |       |
|                   |                   |                   |                   |                   |                   |      |      |      |      |      |      |  |  |        |        |        |        | Afrodite |        |   |   |          |          |          |          |          |          |  |  |           |           |           |           |           |           |  |  |     |     |     |     |     |     |  |  |         |         |         |         |         |         |  |  |       |       |       |       |       |       |